# Manuel Göttsching
Manuel Göttsching, född 9 september 1952 i Berlin, död 4 december 2022 i Berlin, var en tysk musiker och kompositör. Göttsching blev först känd som medlem i  Ash Ra Tempel. Han var stilbildande inom genren Kosmische Musik. Hans album E2-E4 från 1984 blev en influens inom house och elektronisk musik i allmänhet. 
Göttsching lärde sig spela gitarr i början av 1960-talet och bildade sitt första band tillsammans med klasskamraten Hartmut Enke. 1970 bildade han tillsammans med Hartmut Enke och Klaus Schulze bandet Ash Ra Tempel. 1971 släpptes med hjälp av Conny Plank debutalbumet. 1974 grundade Göttsching den egna studion Roma och spelade in sitt första soloalbum.

## Diskografi
- 1973: Starring Rosi
- 1974: Inventions for Electric Guitar
- 1976: New Age of Earth (med Ashra)
- 1977: Blackouts (med Ashra)
- 1984: E2-E4
- 1991: Dream & Desire
- 2005: Concert for Murnau
- 2005: Die Mulde
- 2007: Live at Mt. Fuji